# 菲尔·琼斯
菲臘·安東尼·"菲爾"·鍾斯（英語：Philip Anthony "Phil" Jones，1992年2月21日—）是一名已退役英格蘭足球員，司職右后卫、中后卫及防守中场，出身布力般流浪青訓系統，並曾代表英格蘭國家足球隊參加國際比賽。
鍾斯曾為英格蘭在各級比賽效力：2009年在19歲以下代表隊上陣；2010年首次在21歲以下代表隊上陣。鍾斯在2011年10月7日首次在英格蘭足球代表隊上陣。

## 球會生涯

### 布力般流浪
鍾斯在兰开夏郡普雷斯顿出生。於11歲加入布力般流浪，其後為球隊青年隊及預備隊上陣，由於表現出色，在2009/10年球季季初領隊艾拿戴斯給予一隊28號球衣，並獲提供一份兩年的職業合約。於2009年9月22日在英格蘭聯賽盃對諾定咸森林處子登場，協助球隊1-0獲勝晉級16強。2010年3月21日在伊活公園球場1-1賽和車路士首次在英超上陣。2010年5月4日鍾斯簽署一張五年新約。
2010年12月18日布力般流浪主場1-1賽和韋斯咸，鍾斯下半場57分鐘後補入替森巴，但僅10分鐘便因與卡尔顿·科尔發生碰撞受傷離場，賽後證實膝蓋嚴重受傷，需要接受手術治理，預計缺席4-5個月，提早結束球季。2011年2月15日鍾斯與布力般流浪延長一年合約，但他康復進度理想，可望提前於3月復出。
2011年2月15日布力般流浪與鍾斯續約至2016年夏季。於缺席11場賽事後，他於3月19日「蘭開夏打吡」（Lancashire derby）對黑池復出上陣。

### 曼聯
2011年6月8日鍾斯拒絕阿仙奴和利物浦的轉會條件，在隨英格蘭U21出征丹麥前，以最高可達1,700萬英鎊加盟曼聯，有消息指利物浦預備出價2,200萬英鎊進行攔途截劫，但最終於6月13日落實轉會，簽約五年。
2015年7月1日，琼斯与曼联签订了一份为期四年的新合同。
2020年1月26日，他在足總杯6-0戰勝特兰米尔的比賽中進球；這是他自2014年3月以來為曼聯打入的第一個進球。隨後，他受傷了20個月，最終於2021年9月重返訓練並與預備隊一起比賽。2021年9月，瓊斯公開了他的傷病問題，並表示“我認為作為一名足球運動員，作為一個人，作為一個人，這是我一生中可能感受到的最低點。"
在哈利·馬古尼受傷後，再加上艾歷·拜利和維克托·林德洛夫的傷病，瓊斯在2022年1月3日主場1-0負于狼隊的比賽中重返一線隊，這是他近兩年來的首次出場。

## 國家隊生涯
鍾斯於2009年11月17日獲徵召代表英格蘭U19出戰土耳其，以後補身份首次上陣，協助球隊3-1取勝。他其後入選2010年歐洲U-19足球錦標賽在烏克蘭舉行的精英外圍賽（elite qualification）英格蘭U19大軍，三仗均正選上陣，取得兩勝一和，獲得在法國舉行的決賽週參賽資格。
2010年8月4日鍾斯獲提升上英格蘭U21，於8月10日對烏茲別克U21首次上陣，正選登場踢了半場。其後在2011年歐洲U-21足球錦標賽最後兩場外圍賽及兩場附加賽均正選上陣，協助球隊取得來年在丹麥舉行的決賽週參賽資格。
2011年10月7日，2012年歐洲國家盃外圍賽，鍾斯首次代表英格蘭一隊上陣對黑山。
2018年俄羅斯世界盃，鍾斯入選英格蘭隊最後23人大名單。

## 榮譽

### 球會
曼聯
- 英格兰足球超级联赛冠軍 (1)：2012–13
- 英格蘭社區盾冠軍 (1)﹕2011、2013
- 英格蘭足總盃冠軍(1)：2015–16
- 歐霸盃冠軍(1)：2016–17

## 外部連結
- 足球数据库：菲爾·鍾斯的球员统计数据
- 布力般流浪官網簡歷
- 英足總官網簡歷 （页面存档备份，存于）